# Distretto di Chilete
Il distretto di Chilete è uno degli otto distretti  della provincia di Contumazá, in Perù. Si trova nella regione di Cajamarca e si estende su una superficie di 133,94 chilometri quadrati.

Istituito il 30 gennaio 1933, ha per capitale la città di Chilete; al censimento 2005 contava 3.247 abitanti.